# Anna Hermansson
Anna Maria Hermansson (ur. 18 czerwca 1969 w Nordmarkshyttan) – szwedzka biathlonistka. W Pucharze Świata zadebiutowała 27 lutego 1987 roku w Lahti, zajmując 31. miejsce w sprincie. Pierwsze punkty wywalczyła 7 lutego 1989 roku w Feistritz, gdzie zajęła 17. miejsce w biegu indywidualnym. Nigdy nie stanęła na podium zawodów pucharowych. Najlepsze wyniki osiągnęła w sezonie 1989/1990, kiedy zajęła 33. miejsce w klasyfikacji generalnej. W 1987 roku wystąpiła na mistrzostwach świata w Lahti, gdzie zajęła 31. miejsce w sprincie. Była też między innymi piąta w sztafecie podczas mistrzostw świata w Mińsku/Oslo w 1990 roku oraz szósta w biegu drużynowym podczas mistrzostw świata w Feistritz rok wcześniej. Brała też udział w igrzyskach olimpijskich w Albertville w 1992 roku, gdzie uplasowała się na 64. pozycji w biegu indywidualnym i 43. pozycji w sprincie.

## Osiągnięcia

### Igrzyska olimpijskie
| Rok  | Miejscowość | Konkurencje | Konkurencje | Konkurencje | Konkurencje | Konkurencje | Konkurencje | Konkurencje |
| Rok  | Miejscowość | IN          | SP          | PU          | MS          | RL          | MR          | SR          |
| ---- | ----------- | ----------- | ----------- | ----------- | ----------- | ----------- | ----------- | ----------- |
| 1992 | Albertville | 64.         | 43.         | nd.         | nd.         | –           | nd.         | –           |

### Mistrzostwa świata
| Rok  | Miejscowość | Konkurencje | Konkurencje | Konkurencje | Konkurencje | Konkurencje | Konkurencje | Konkurencje |
| Rok  | Miejscowość | IN          | SP          | PU          | MS          | RL          | MR          | SR          |
| ---- | ----------- | ----------- | ----------- | ----------- | ----------- | ----------- | ----------- | ----------- |
| 1987 | Lahti       | –           | 31.         | nd.         | nd.         | –           | nd.         | –           |
| 1988 | Chamonix    | –           | 37.         | nd.         | nd.         | –           | nd.         | –           |
| 1989 | Feistritz   | 17.         | 25.         | nd.         | nd.         | 6.          | nd.         | –           |
| 1990 | Mińsk/Oslo  | 25.         | 29.         | nd.         | nd.         | 5.          | nd.         | –           |

### Puchar Świata

#### Miejsca w klasyfikacji generalnej
| Sezon     | Miejsce |
| --------- | ------- |
| 1986/1987 | -       |
| 1987/1988 | -       |
| 1988/1989 | ?       |
| 1989/1990 | 33.     |
| 1990/1991 | 48.     |
| 1991/1992 | 59.     |
| 1992/1993 | -       |